# Terremoto de Brescia de 1222
El terremoto de Brescia de 1222 se produjo el 25 de diciembre de 1222 a las 12:30 hora local, en la ciudad italiana de Brescia. El cronista Salimbene de Adam registró que fue tan poderoso que los habitantes de Brescia abandonaron en masa su ciudad y acamparon afuera, para que los edificios que caían no los aplastaran.